# 웹 브라우저 목록

다양한 웹 브라우저의 역사를 나타낸 연대표.

아래는 저명한 웹 브라우저의 목록이다.

## 역사

### 저명한 브라우저
출시순:
- 월드와이드웹, 1991
- 모자이크 1993
- 넷스케이프 내비게이터, 넷스케이프 커뮤니케이터, 1994
- 인터넷 익스플로러, 1995
- 오페라, 1996
- 모질라 내비게이터, 2002
- 사파리, 2003
- 모질라 파이어폭스, 2004
- 구글 크롬, 2008

## 저명한 레이아웃 엔진
- 게코
- KHTML
- 프레스토
- 태즈먼
- MSHTML
- 웹키트
- 블링크
- 서보

## 그래픽

### MSHTML 기반
- 360 시큐어 브라우저
- AOL 익스플로러 (단종)
- 벤토 브라우저 (윈앰프 내장)
- 그린브라우저
- 인터넷 익스플로러
- 미디어브라우저 (단종)
- 메뉴박스
- MSN 익스플로러 (단종)
- 네오플래닛 (단종)
- 넷캡터 (단종)
- 리얼플레이어
- 사이트키오스크
- 슬림브라우저
- 텐센트 트래블러
- 스리티스 브라우저
- 툼레이더
- 울트라브라우저 (단종)
- 웹IE

### 게코(GECKO) 기반
- 모질라 파이어폭스 (이전 이름: 파이어버드, 피닉스)

- 넷스케이프 브라우저 8 ~ 넷스케이프 내비게이터 9 (단종)
- 에픽
- Iceweasel, 데비안 파이어폭스의 리브랜드
- GNU 아이스캣, GNU 포크
- 페일 문 (윈도 전용으로 최적화된 브라우저, 파이어폭스 기반)

- AT&T Pogo (단종, 파이어폭스 기반)
- Flock (단종)
- Swiftfox (단종)
- Swiftweasel (단종)
- xB 브라우저 (단종)

- 파이어폭스 포 모바일
- 스카이파이어 (모바일)
- 카미노 (OS X)
- 컨커러 키보드 구동 브라우저
- 모질라 애플리케이션 스위트 (단종)

- 시몽키
  - Iceape 데비안 시몽키 리브랜드

- Classilla
- 그누질라 GNU 포크
- 넷스케이프 (단종)
- Beonex 커뮤니케이터

- 야후! 브라우저
- Galeon, GNOME의 옛 기본 브라우저 (단종)
- K-Meleon - 윈도우

- K-Ninja 윈도 (단종)
- K-MeleonCCF ME

- MicroB (마에모)
- Minimo (모바일, 단종)

### 게코 및 MSHTML 기반
- K-Meleon (IE 탭 확장 포함)
- 모질라 파이어폭스 (IE 탭 확장 포함)
- 넷스케이프 브라우저 8 (단종)

### 웹키트 및 MSHTML 기반
- 바이두 브라우저
- Maxthon (MyIE2)
- Sleipnir

### 게코, MSHTML, 웹키트 기반
- 아방트 브라우저
- 루나스케이프

### KHTML 기반
- 컨커러
- 컨커러 임베디드

### 프레스토 기반
- 인터넷 채널 (위 콘솔, 오페라 기반)
- 닌텐도 DS 브라우저 (오페라 기반)
- 오페라

### 웹키트 기반
- 아마존 킨들 (실험적)
- 아로라 (단종)
- BOLT 브라우저 (단종)
- 크로미엄
  - 구글 크롬
  - 오페라
  - 스윙 브라우저
  - Amigo
  - 토치 브라우저
  - 코모도 드래건
  - QIP 서프
  - Nichrome
  - SRWare Iron
  - RockMelt
  - Uran 브라우저
  - Yandex 브라우저
  - 네이버 웨일 브라우저
- 돌핀 브라우저 (안드로이드, 바다)
- Dooble
- Flock (단종)
- iCab
- Iris 브라우저
- 컨커러
- 맥스톤 (버전 3.0 이상)
- 미도리
- 닌텐도 3DS  넷프론트 브라우저 NX
- 옴니웹
- OWB
- QupZilla
- Rekonq
- 사파리
- Shiira
- 스틸 (안드로이드)
- 스팀 인게임 브라우저
- 티샤크
- 울트라라이트 (안드로이드)
- Uzbl
- 웹
- 웹 브라우저 포 S60
- 웹OS
- 웹포지티브(WebPositive)
- xombrero

### 자바 플랫폼
- 비트스트림 선더호크
- BOLT 브라우저 (단종)
- 핫자바 (단종)
- 오페라 미니
- uZard Web
- UCWEB
- HtmlUnit (GUI 없음)

### 전문 브라우저

#### 지원 중
- 골룸 브라우저
- Image Xplorer
- Kirix Strata
- 미로
- 송버드
- 스페이스타임
- Wyzo
- 잭 브라우저(Zac)
- 에픽 브라우저

#### 단종
- 고스트질라
- 프로디지 클래식
- Flock
- 록멜트

### 모자이크 기반
- AMosaic
- IBM Web익스플로러
- 인터넷 익스플로러
- 인터넷 in a Box
- Mosaic-CK
- 넷스케이프
- Spyglass Mosaic
- VMS Mosaic

### 기타
- Abaco
- Amaya
- 아라크네 (도스용)
- 아레나
- AMSD Ariadna (러시아 최초의 웹 브라우저, 단종)
- AWeb (아미가OS)
- 바이두 모바일 브라우저
- 코모도 드래건 웹 브라우저
- Charon
- Dillo (다중 플랫폼)
- DR 웹스파이더 (도스용, 단종)
- EmBrowser (도스용, 단종)
- Gazelle
- IBrowse (아미가OS)
- Mothra
- NetPositive (BeOS)
- 넷서프 (오픈 소스 웹 브라우저)
- 플래닛웹 브라우저 (단종)
- Qihoo 360 모바일 브라우저
- 피닉스
- tkWWW
- 보이저 (아미가OS)

## 텍스트 기반
- Alynx
- ELinks (링크의 활성화 버전)
- Emacs/W3
- 라인 모드 브라우저
- 링크
- 링크스
- Net-Tamer
- w3m
- WebbIE

## 같이 보기
- 웹 브라우저 연표
- 웹 브라우저 시장 점유율
- 브라우저 전쟁